# Mirosław Jurkowlaniec
Mirosław Aleksander Jurkowlaniec – kontradmirał Marynarki Wojennej. Od lutego 2023 szef Zarządu Morskiego–Zastępca Inspektora Marynarki Wojennej.

## Życiorys
Mirosław Jurkowlaniec w 1985 wstąpił do Wyższej Szkoły Marynarki Wojennej. Rozpoczął służbę w Grupie Okrętów Rozpoznawczych po ukończeniu pięcioletnich studiów na Wydziale Nawigacji i Uzbrojenia Okrętowego. Zajmował kolejno w latach 1990–2002 stanowiska asystenta, oficera nawigacyjnego, dowódcy działu nawigacyjnego, zastępcy dowódcy okrętu oraz dowódcy okrętu ORP „Nawigator”. Ukończył w 2000 studia podyplomowe w Akademii Marynarki Wojennej, a od 2002 pełnił obowiązki dowódcy Grupy Okrętów Rozpoznawczych.
W lipcu 2007 został szefem szkolenia 3 Flotylli Okrętów. W latach 2012–2013 pełnił służbę w Dowództwie Marynarki Wojennej, gdzie zajmował kolejno stanowiska: szefa Oddziału Oficerów Flagowych oraz zastępcy szefa Zarządu Rozpoznania. W grudniu 2013 roku objął obowiązki dowódcy 6. Oliwskiego Ośrodka Radioelektronicznego w Gdyni. Kolejnym szczeblem w karierze wojskowej było stanowisko szefa Zarządu Uzbrojenia w Inspektoracie Marynarki Wojennej Dowództwa Generalnego Rodzajów Sił Zbrojnych.
Decyzją Ministra Obrony Narodowej z czerwca 2018 roku został wyznaczony na stanowisko Dowódcy 3. Flotylli Okrętów w Gdyni. Uroczystość objęcia obowiązków odbyła się w dniu 3 lipca 2018 roku.
12 marca 2019 został mianowany przez prezydenta RP Andrzeja Dudę na wniosek ministra Mariusza Błaszczaka na stopień kontradmirała. Akt mianowania odebrał 13 marca 2019 w Pałacu Prezydenckim w Warszawie z rąk prezydenta RP Andrzeja Dudy.
Na podstawie decyzji Wiceprezesa Rady Ministrów, Ministra Obrony Narodowej z dniem 1 lutego 2023 roku został wyznaczony na stanowisko szefa Zarządu Morskiego – zastępcy Inspektora Marynarki Wojennej. Uroczystość zdania obowiązków Dowódcy 3 Flotylli Okrętów odbyła się w dniu 31 stycznia 2023.